# Club Náutico Dehesa de Campoamor
El Club Náutico Dehesa de Campoamor se sitúa en la urbanización Dehesa de Campoamor de Orihuela Costa, que pertenece al municipio de Orihuela, en la provincia de Alicante (España). 

## Historia
El Club Náutico se crea por iniciativa de Antonio Tárrega Escribano y Miguel Caballero. El primero es además precursor de la urbanización de la Dehesa de Campoamor mediante un Plan de Promoción Turística presentado en el año 1965 al amparo de la Ley 197/1963 sobre Centros y Zonas de Interés Turístico Nacional. Ese mismo año, el promotor inscribe también la denominación «Dehesa de Campoamor» en el Registro de Denominaciones Geoturísticas.

## Instalaciones
Su puerto deportivo cuenta con 364 amarres para una eslora máxima permitida de 14 metros, siendo su calado en bocana de 2 m. y ofrece servicio de combustible, agua, electricidad, travelift y grúa.

## Escuela de vela
Ofrece formación de vela para personas mayores de ocho años. Cuenta con cuatro niveles de aprendizaje:
- Nivel 1: Embarcaciones grupales, Pastinaca o Bita.
- Nivel 2: Embarcación individual, Optimist.
- Nivel 3: Embarcación grupal Bita.
- Nivel 4: Embarcación individual Láser y embarcación doble Snipe.

## Distancias a puertos cercanos
- Cabo Roig 2 mn
- Real Club Náutico de Torrevieja 6 mn
- Club Náutico de Guardamar 14 mn
- Club Náutico La Horadada 3 mn
- Club Náutico de San Pedro del Pinatar 8 mn.